# Chiesa di San Tommaso Apostolo (Busano)
La chiesa di San Tommaso Apostolo è la parrocchiale di Busano, in città metropolitana e arcidiocesi di Torino; fa parte del distretto pastorale Torino Nord.

## Storia
Secondo la tradizione, il monastero di Busano con annessa cappella, poi chiuso nel 1329, sorse nel 1019, anche se è possibile che la data di fondazione sia piuttosto il 1030 o il 1040; la prima citazione che ne certifica la presenza risale al 1051 ed è contenuta in un atto emesso da papa Niccolò II.
La chiesa fu interessata da un rifacimento a causa delle cattive condizioni in cui versava a partire dal 1630; i lavori terminarono probabilmente nel 1378, data incisa sull'acquasantiera.
Passata all'inizio del XIX secolo alla diocesi di Ivrea, la parrocchia fu successivamente aggregata all'arcidiocesi di Torino; nel 1874 si provvide a posare il nuovo pavimento e nel 1888 a costruire il nuovo campanile.
Negli anni novanta del XX secolo, per adeguare la chiesa alle norme postconciliari, si procedette alla realizzazione del nuovo altare rivolto verso l'assemblea.

## Descrizione

### Esterno
La facciata a salienti della chiesa, rivolta a ovest e intonacata, è tripartita da due lesene doriche di ordine gigante. Al centro è collocato l'ampio portale d'ingresso principale, delimitato da una cornice mistilinea e coronato da un architrave in rilievo, al di sopra del quale si apre un finestrone polilobato; in sommità si staglia un frontone semicircolare, spezzato da una lunetta a tutto sesto, al cui interno si trova un affresco raffigurante San Tommaso nell'atto di toccare le stigmate di Gesù Cristo. Ai lati sono posti i due accessi secondari, inquadrati da cornici e sormontati da architravi, sopra i quali si trovano due finestroni quadrati con spigoli stondati; a coronamento, sopra ai cornicioni modanati retti da lesene alle estremità, si allungano due volute.
Annesso alla parrocchiale è il campanile in cotto a base quadrata, suddiviso da cornici marcapiano; la cella presenta una monofora per lato ed è coperta dal tettoia quattro falde.

### Interno
L'interno dell'edificio, in stile barocco, è suddiviso da pilastri, abbelliti da lesene e sorreggenti archi a tutto sesto sopra i quali corre la cornice su cui si imposta la volta, in tre navate, spartite in quattro campate; al termine dell'aula si sviluppa il presbiterio, rialzato da due gradini e chiuso dall'abside semicircolare.
Qui sono conservate diverse opere di pregio, tra le quali gli affreschi raffiguranti la Natività l'Assunzione di Maria e i Santi Giuseppe e Giovanni Battista e la tela con soggetto la Crocefissione.